# 雅特·布雷奇
雅特·布雷奇，或譯亞特·布雷基（英語：Art Blakey，全名Arthur Blakey，曾改名Abdullah Ibn Buhaina，1919年10月11日—1990年10月16日），是硬博普爵士樂的代表人物之一。他最大的特色是擊鼓時對於節奏的掌握，同時，他也擅長運用大鼓及鼓緣的敲打造成音色上的變化。他在1940年代開始其職業演奏生涯，並在1950年代成立樂隊爵士樂使者（英語：Jazz Messengers）後奠定在業界的地位；該樂隊在他的帶領下創作出許多受好評的作品，也培養出許多知名爵士樂手，如韋恩·蕭特（英語：Wayne Shorter）、伍迪·蕭爾（英語：Woody Shaw）、溫頓·馬沙利斯（英語：Wynton Marsalis）、布藍佛·馬沙利斯（英語：Branford Marsalis）等。 他在1984年獲頒葛萊美最佳器樂爵士演奏獎，並在2005年被追授格萊美終身成就獎，又於2013年入選林肯中心Ertegun爵士樂名人堂。